# MAG 1 und 2, FBG 1 und 2
Die vierachsigen Mallet-Verbundlokomotiven MAG 1 und 2 sowie FBG 1 und 2 wurden von der Westdeutschen Eisenbahn-Gesellschaft für die Moselbahn (MAG) und Filderbahn (FBG) 1902 von der Lokomotivfabrik Hohenzollern beschafft.
Drei Lokomotiven kamen in den 1950er Jahren zur Deutschen Eisenbahn-Gesellschaft (DEG) und wurden bis 1960 bei der Moselbahn ausgemustert und verschrottet.

## Geschichte
Die Lokomotiven wurden als Teil eines Fahrzeugpools der Westdeutschen Eisenbahn-Gesellschaft (WeEG) beschafft und waren für den Güterverkehr auf der Moselbahn und der Filderbahn vorgesehen.
Bei der Moselbahn wurde ab der Eröffnung der Personen- vom Güterverkehr getrennt. Daher kamen für das erwartete Güteraufkommen in Sandgruben und Steinbrüchen bei der Moselbahn mit den engen Gleisradien nur Mallet-Lokomotiven mit vier Treibachsen in Frage.
Nachdem von einigen Lokherstellern Mallet-Lokomotiven angeboten wurden, entschied sich die WeEG 1902, von der Aktiengesellschaft für Lokomotivbau Hohenzollern vier Lokomotiven zu beschaffen, von denen zwei auf der Mosel- und zwei auf der Filderbahn eingesetzt wurden. Die Lokomotiven konnten bis zu zehn vierachsige Personenwagen befördern. Die Lok MAG 1 hatte neben ihrer Nummer noch die Bezeichnung Mosel.
Die bei der Filderbahn eingesetzten Mallet-Lokomotiven wurden nach der Anlieferung von zwei Lokomotiven der Maschinenbauanstalt Humboldt mit der Achsfolge D wieder abgegeben. Die FBG 1 kam zur Bergheimer Kreisbahn, wo sich ihre Spur verliert. Die FBG 2 wurde zur Moselbahn überstellt, wo sie als Nummer 9 bezeichnet die am längsten in Betrieb bleibende Mallet-Lokomotive wurde.
Alle Malletlokomotiven der Moselbahn überstanden den Zweiten Weltkrieg, die Nummer 9 musste nach Kampfhandlungen gegen Kriegsende beschädigt abgestellt werden. Erst 1950 wurde mit ihrer Ausbesserung begonnen, die sich bis 1951 hinzog. Die nächste Hauptuntersuchung erfolgt 1956/57.
Danach war die inzwischen als DEG  66 bezeichnete Lok bis 1960 in Betrieb und wurde als letzte Malletlok ausgemustert und verschrottet. Die anderen beiden Lokomotiven waren bereits 1956 und 1958 ausgemustert worden.

## Konstruktion
Der 2,1 m über der Schienenoberkante liegende Kessel bestand aus zwei Schüssen, auf dem hinteren lag ein großer Dampfdom von 65 cm Durchmesser und 78 cm Höhe. Die Feuerbüchse lag tief, ihre Decke war leicht geneigt, um eine ständige Überdeckung mit Wasser bei unruhigem Lauf zu gewährleisten. Im Vergleich zu den kurzhubigen Zylindern wirkten die Lokräder relativ groß. Die Blattfedern waren unterhalb der Achswellen angeordnet, die Federn in einem Triebwerk durch Ausgleichshebel miteinander verbunden.
Die Zylinder besaßen schräg liegende Flachschieber. Beide Triebwerke besaßen separate auf dem Kesselscheitel liegende Sandkästen, die mit Handsteuerung bedient wurden. Die großen Wasserbehälter fassten insgesamt 6 m³, das Läutewerk der Bauart Latowski lag zwischen Dampf- und hinterem Sanddom. Das Sicherheitsventil war Bauart Ramsbottom. Die Lokomotiven 1 und 9 trugen bis zuletzt im Betrieb Karbidbeleuchtung.